# Lupo II
Lupo II (... – 948 o 949) è stato un patriarca cattolico italiano, patriarca di Aquileia dal 940 al 948 o 949.

## Biografia
Fu patriarca tra il 940 e il 948-949. Nel 942 firmò un accordo per regolare i confini con Marino, patriarca di Grado, grazie alla mediazione dal doge di Venezia Pietro III Candiano. Nel 944 si unì a Gottifredo, marchese d’Istria, per soccorrere dei Carinziani contro gli Ungari, ma fu duramente sconfitto; Gottifredo fu ucciso, mentre Lupo riuscì a fuggire.
Nel 948 o nel 949 Enrico I, duca di Baviera e fratello di Ottone I di Sassonia, re di Germania, liberò la Lombardia ed il Friuli dagli Ungari, occupò Aquileia e giustiziò il patriarca, elevando al suo posto il tedesco Engelfredo.